# 220 (عدد)
220 هو عدد صحيح  طبيعي بين 219 و221

## في الرياضيات

### خصائص
- 220عدد زوجي
- 220عدد زائد
- 220 عدد مضلعي (38 أضلاع-...)